# Villanueva de las Cruces
Villanueva de las Cruces er en by og kommune i det sydvestlige Spanien i provinsen Huelva. Den har et indbyggertal på 380 (2024) indbyggere.